# Laurie (Cantal)
Pour les articles homonymes, voir Laurie.
Laurie est une commune française, située dans le département du Cantal en région Auvergne-Rhône-Alpes.

## Géographie
La commune est située à l'est des monts du Cézallier.

### Communes limitrophes
Les communes limitrophes sont Auriac-l'Église, Leyvaux, Molèdes, Saint-Étienne-sur-Blesle et Anzat-le-Luguet.
| Anzat-le-Luguet (Puy-de-Dôme) | Leyvaux | Saint-Étienne-sur-Blesle (Haute-Loire) |
|                               | Laurie  |                                        |
| Molèdes                       |         | Auriac-l'Église                        |

### Climat
Pour des articles plus généraux, voir Climat d'Auvergne-Rhône-Alpes et Climat du Cantal.
En 2010, le climat de la commune est de type climat des marges montargnardes, selon une étude du CNRS s'appuyant sur une série de données couvrant la période 1971-2000. En 2020, Météo-France publie une typologie des climats de la France métropolitaine dans laquelle la commune est exposée à un climat de montagne ou de marges de montagne et est dans la région climatique  Nord-est du Massif Central, caractérisée par une pluviométrie annuelle de 800 à 1 200 mm, bien répartie dans l’année. 
Pour la période 1971-2000, la température annuelle moyenne est de 8,9 °C, avec une amplitude thermique annuelle de 15,3 °C. Le cumul annuel moyen de précipitations est de 875 mm, avec 9,7 jours de précipitations en janvier et 6,9 jours en juillet. Pour la période 1991-2020, la température moyenne annuelle observée sur la station météorologique de Météo-France la plus proche, sur la commune d'Autrac à 7 km à vol d'oiseau, est de 10,5 °C et le cumul annuel moyen de précipitations est de 711,4 mm,. Pour l'avenir, les paramètres climatiques de la commune estimés pour 2050 selon différents scénarios d'émission de gaz à effet de serre sont consultables sur un site dédié publié par Météo-France en novembre 2022.

## Urbanisme

### Typologie
Au 1er janvier 2024, Laurie est catégorisée commune rurale à habitat très dispersé, selon la nouvelle grille communale de densité à 7 niveaux définie par l'Insee en 2022.
Elle est située hors unité urbaine et hors attraction des villes,.

### Occupation des sols
L'occupation des sols de la commune, telle qu'elle ressort de la base de données européenne d’occupation biophysique des sols Corine Land Cover (CLC), est marquée par l'importance des forêts et milieux semi-naturels (52,4 % en 2018), une proportion identique à celle de 1990 (52,4 %). La répartition détaillée en 2018 est la suivante : 
forêts (40,7 %), prairies (38,7 %), milieux à végétation arbustive et/ou herbacée (11,7 %), zones agricoles hétérogènes (8,9 %). L'évolution de l’occupation des sols de la commune et de ses infrastructures peut être observée sur les différentes représentations cartographiques du territoire : la carte de Cassini (XVIIIe siècle), la carte d'état-major (1820-1866) et les cartes ou photos aériennes de l'IGN pour la période actuelle (1950 à aujourd'hui).

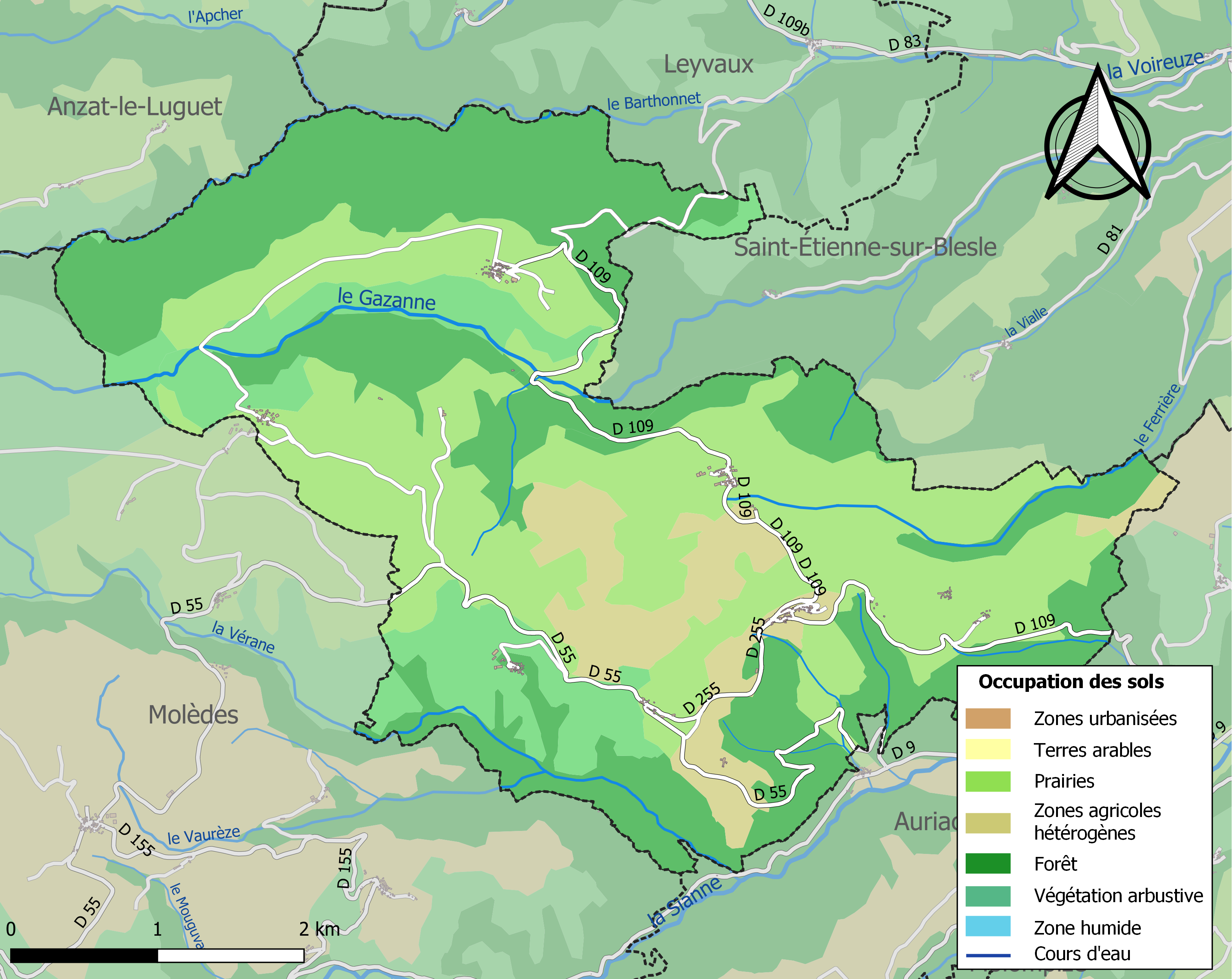
Carte des infrastructures et de l'occupation des sols de la commune en 2018 (CLC).

### Habitat et logement
En 2018, le nombre total de logements dans la commune était de 102, alors qu'il était de 103 en 2013 et de 100 en 2008.
Parmi ces logements, 45,3 % étaient des résidences principales, 38,8 % des résidences secondaires et 15,9 % des logements vacants. Ces logements étaient pour 98 % d'entre eux des maisons individuelles et pour 1 % des appartements.
Le tableau ci-dessous présente la typologie des logements à Laurie en 2018 en comparaison avec celle du Cantal et de la France entière. Une caractéristique marquante du parc de logements est ainsi une proportion de résidences secondaires et logements occasionnels (38,8 %) supérieure à celle du département (20,4 %) et à celle de la France entière (9,7 %). Concernant le statut d'occupation de ces logements, 66,7 % des habitants de la commune sont propriétaires de leur logement (82 % en 2013), contre 70,4 % pour le Cantal et 57,5 pour la France entière.
| Typologie                                               | Laurie | Cantal | France entière |
| ------------------------------------------------------- | ------ | ------ | -------------- |
| Résidences principales (en %)                           | 45,3   | 67,7   | 82,1           |
| Résidences secondaires et logements occasionnels (en %) | 38,8   | 20,4   | 9,7            |
| Logements vacants (en %)                                | 15,9   | 11,9   | 8,2            |

## Histoire
(sources: Association Cézallier - Vallée de la Sianne)
- 100 000 à 5000 av. J.-C. : éruption des derniers volcans à Charouliac (Laurie).
- 2000 - 700 av. J.-C. : agriculture, création de nécropole sur le plateau de Lair (Laurie).
- 1185 : une bulle du Pape fait le point sur les dépendances de l’abbaye de Blesle. Dans la vallée de la Sianne sont confirmées Chanet, Lussaud, Molèdes, Laurie.
- 1329 : Laurum est le nom de Laurie.
- 1342 : Guy de Laurie est le premier seigneur connu du village.
- 1483 : une bulle du pape datée du 26 février incorpore l’église de Laurie sous la responsabilité du monastère de Chantoin à Clermont.
- 1538 : Laurio est le nom du village de Laurie
- 1646 : enquête à Laurie du prieur du couvent de Prébac sur l’histoire de la Vierge en majesté et sur les faits miraculeux qui s’y rapportent.
- 1836 : Laurie absorbe la commune voisine de Lussaud[11].
- 1877 : Incendie du château de Laurie[12].
- 1927 : l’église de Laurie est inscrite aux monuments historiques par arrêté du 1er juin 1927.
- 1962 : découverte par deux enfants, Gilles Morel et Jacques Roche du premier tumulus du plateau de Lair (Laurie).

## Économie

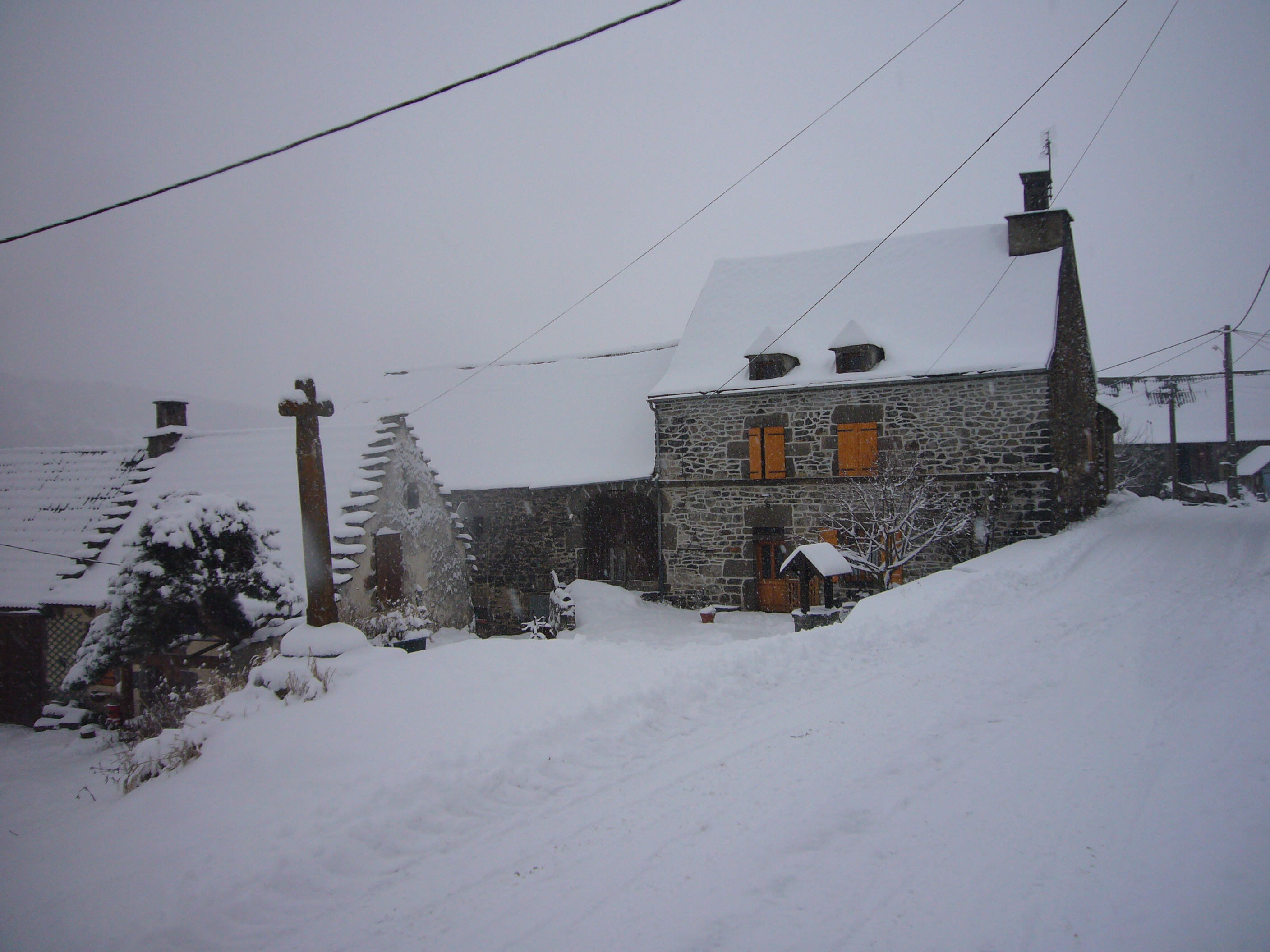
L'entrée du village de Lussaud (janvier 2009).

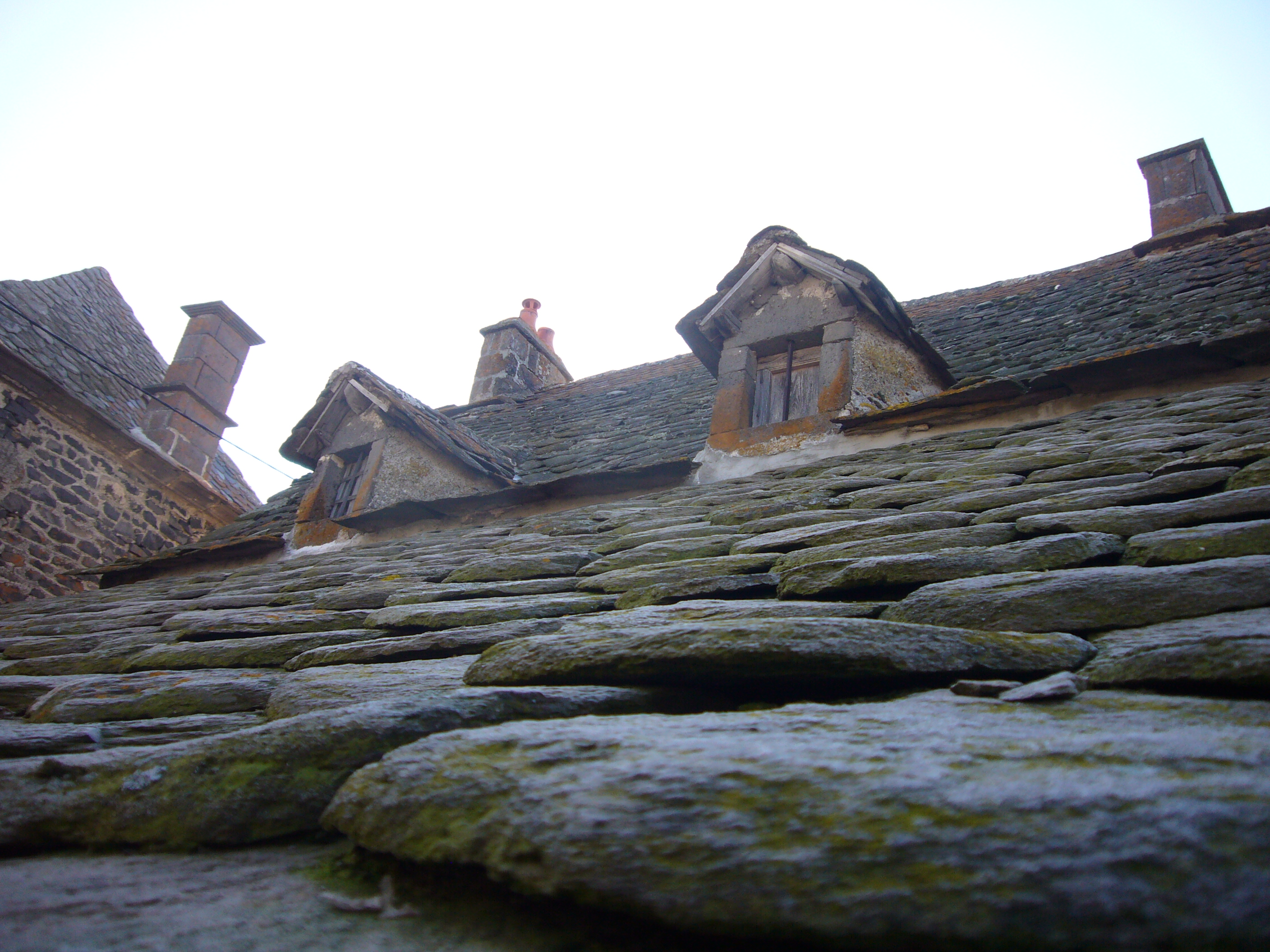
Toiture traditionnelle en lauzes à Lussaud.

## Politique et administration
| Période                                  | Période                   | Identité        | Étiquette | Qualité      |
| ---------------------------------------- | ------------------------- | --------------- | --------- | ------------ |
| Les données manquantes sont à compléter. |                           |                 |           |              |
| mars 2001                                | mars 2008                 | Jean-Marc Morel |           |              |
| mars 2008                                | avril 2014                | Gilbert Alezard |           |              |
| avril 2014                               | mai 2020                  | Auguste Bresson |           |              |
| mai 2020                                 | En cours (au 25 mai 2020) | Robert Jouve    |           | transporteur |

## Démographie
L'évolution du nombre d'habitants est connue à travers les recensements de la population effectués dans la commune depuis 1793. Pour les communes de moins de 10 000 habitants, une enquête de recensement portant sur toute la population est réalisée tous les cinq ans, les populations de référence des années intermédiaires étant quant à elles estimées par interpolation ou extrapolation. Pour la commune, le premier recensement exhaustif entrant dans le cadre du nouveau dispositif a été réalisé en 2006.

En 2022, la commune comptait 84 habitants, en évolution de −7,69 % par rapport à 2016 (Cantal : −1,08 %, France hors Mayotte : +2,11 %).
| 1793 | 1800 | 1806 | 1821 | 1831 | 1836 | 1841 | 1846 | 1851 |
| ---- | ---- | ---- | ---- | ---- | ---- | ---- | ---- | ---- |
| 500  | 319  | 500  | 381  | 416  | 670  | 622  | 635  | 601  |

| 1856 | 1861 | 1866 | 1872 | 1876 | 1881 | 1886 | 1891 | 1896 |
| ---- | ---- | ---- | ---- | ---- | ---- | ---- | ---- | ---- |
| 535  | 502  | 501  | 506  | 527  | 506  | 504  | 508  | 505  |

| 1901 | 1906 | 1911 | 1921 | 1926 | 1931 | 1936 | 1946 | 1954 |
| ---- | ---- | ---- | ---- | ---- | ---- | ---- | ---- | ---- |
| 509  | 518  | 508  | 381  | 314  | 322  | 289  | 270  | 232  |

| 1962 | 1968 | 1975 | 1982 | 1990 | 1999 | 2006 | 2011 | 2016 |
| ---- | ---- | ---- | ---- | ---- | ---- | ---- | ---- | ---- |
| 219  | 200  | 165  | 160  | 139  | 117  | 93   | 99   | 91   |

| 2021 | 2022 | - | - | - | - | - | - | - |
| ---- | ---- | - | - | - | - | - | - | - |
| 87   | 84   | - | - | - | - | - | - | - |

## Culture locale et patrimoine

### Lieux et monuments
- Église Notre-Dame de Laurie, du XIIe siècle, à deux nefs parallèles, inscrite comme monument historique depuis 1927[17].
- Importante nécropole sur le plateau de Lair (commune de Laurie), datée de 1500 av. J.-C., découverte en 1962.
- Statue de la Vierge en majesté (XIIe – XIIIe siècle, auteur inconnu), faisant l'objet d'un pèlerinage.
- Hauts plateaux du Cézallier, constitués d'herbe rase et de roches volcaniques.
- Village de Lussaud : maisons typiques de haute-Auvergne, toits en lauzes et pierres gravées.

### Personnalités liées à la commune
- Pierre Jourde, écrivain. Son père est originaire du village de Lussaud sur la commune de Laurie. Pierre Jourde et sa famille y passaient leurs vacances depuis plusieurs années. Il y a situé l'action d'un de ses romans, Pays perdu, entrainant une vive réaction de certaines familles du hameau qui se sont reconnues dans les personnages. Des habitants ont agressé physiquement en 2005 l'écrivain et sa famille. Ce dernier, ayant également agressé l'un des habitants du village[18] a porté plainte contre ses agresseurs. Ils ont été condamnés à des amendes et à des peines de prison avec sursis[19].